# Information Systems
Information Systems is een internationaal, aan collegiale toetsing onderworpen wetenschappelijk tijdschrift op het gebied van de informatiesystemen. De naam wordt in literatuurverwijzingen meestal afgekort tot Inf. Syst. Het wordt uitgegeven door Elsevier en verschijnt 8 keer per jaar.